# Aeroportul Internațional Samarkand
Aeroportul Internațional Samarkand (în uzbecă Samarqand xalqaro aeroporti) (IATA: SKD, ICAO: UTSS) este un aeroport din Samarkand, Regiunea Samarkand, Uzbekistan ce deservește zona Samarkand. Aeroportul a fost tranzitat în 2019 de 500.000 de pasageri. A fost numit după zona deservită.
Situat la o altitudine de 677 m, aeroportul dispune de 1 pistă. Este operat de Uzbekistan Airways⁠(d).

## Infrastructură

### Piste
Aeroportul dispune de o singură pistă. Pista 09/27 are suprafața de asfalt și dimensiunile 3.100 m × . 